# Blaublitz Akita
Blaublitz Akita ( ブラウブリッツ秋田Burauburittsu Akita), anteriormente chamado de TDK SC  é uma equipe japonesa de futebol da cidade de Akita. Em 2014, eles entraram para a J3.League depois de jogar anteriormente na Japan Football League, a quarta divisão do sistema de liga de futebol da associação japonesa. Devido à antiga propriedade do clube TDK, a maioria dos jogadores são os funcionários da fábrica de Akita da TDK.

## História
O clube foi fundado em 1965. Eles foram promovidos para a Liga Regional de Tohoku em 1982. Eles jogaram na JSL2 League do Japão em 1985 e 1986.
Em 2006, eles ganharam o campeonato Tohoku Regional League pelo quinto ano consecutivo. Eles são automaticamente promovidos para a Liga de Futebol do Japão depois de vencerem os Playoffs da National Regional League.
A equipe anunciou que se separaria de sua controladora e entraria para a J.League se a posição anual final do clube permitisse a promoção.
Em maio de 2009, a TDK anunciou que o clube de futebol se tornará independente para a temporada de 2010 e será baseado em torno de Akita. Mais tarde, em 2010, o nome do clube foi alterado para "Blaublitz Akita". Blau e Blitz significam azul e relâmpago em alemão, respectivamente.
O clube entrou na J3.League para a temporada de 2014. O clube terminou em 8º lugar em cada um dos dois primeiros anos da competição profissional. Na temporada de 2017, a quarta, eles ganharam o título, no entanto, devido a sua falta de licença para jogar futebol de primeira linha, eles não foram promovidos, tornando-se o primeiro campeão profissional de terceiro nível a não ser promovido.
Na temporada de 2020, com distância considerável ao vice-colocado, ganhou pela segunda vez na sua história a J3 League.

## Titulos
- J3 League: 2017, 2020

## Rivalidades

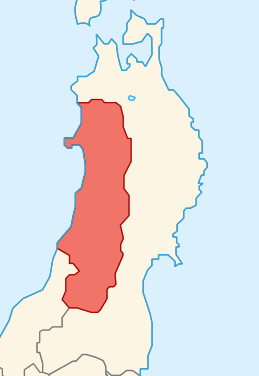
Província de Dewa

Tohoku derby
O derby de Tohoku inclui todos os confrontos de clubes da região de Tohoku com exceção do derby de Michinoku, o que significa que Vanraure Hachinohe, Grulla Morioka, Vegalta Sendai, Blaublitz Akita, Montedio Yamagata e Fukushima United participam. Há também um clássico de Tohoku no JFL entre ReinMeer Aomori e Sony Sendai.
Dewa derby (Ōu Honsen)
A rivalidade com o Montedio Yamagata é conhecida como derby de Dewa para a antiga província que agrupava suas respectivas prefeituras.